# Stanisław Żółtek
Stanisław Józef Żółtek (Cracovia, 7 maggio 1956) è un politico polacco.
Già esponente dell'Unione per la Politica Reale, nel 2011 ha aderito al Congresso della Nuova Destra.
Eletto al Parlamento europeo in occasione delle elezioni europee del 2014, ha mantenuto  l'incarico di europarlamentare fino al 2019.
Ha presentato la propria candidatura alle elezioni presidenziali del 2020.